# Волден (Тенеси)
Волден (енгл. Walden) град је у америчкој савезној држави Тенеси.

## Демографија
По попису из 2010. године број становника је 1.898, што је 62 (-3,2%) становника мање него 2000. године.
| Група             | 2000.         | 2010.         |
| Белци             | 1.929 (98,4%) | 1.824 (96,1%) |
| Афроамериканци    | 0 (0,0%)      | 10 (0,5%)     |
| Азијати           | 7 (0,4%)      | 15 (0,8%)     |
| Хиспаноамериканци | 15 (0,8%)     | 40 (2,1%)     |
| Укупно            | 1.960         | 1.898         |